# Warnow (folyó)
A Warnow [ˈvaʁnoː] Németország Mecklenburg-Elő-Pomeránia tartományának leghosszabb folyója.

## Futása
Grebbinben ered és megközelíti a Schwerini-tavat. Öt kilométer a tó előtt észak felé majd észak-kelet felé folyik.
Rostock alatt kiszélesedik és Warnemünde térségében tölcsértorkolattal ömlik az Balti-tengerbe. Ebben a szakaszban (Unterwarnow) brakkvíz folyik.

## Folyó menti települések
| - Grebbin - Obere Warnow - Zölkow - Bülow (bei Crivitz) - Demen - Barnin - Gädebehn - Gneven - Langen Brütz - Kuhlen-Wendorf - Weitendorf (bei Brüel) - Sagsdorf | - Warnow (bei Bützow) - Rühn - Bützow - Zepelin - Kassow - Vorbeck - Schwaan - Damm - Papendorf - Kessin - Rostock - Warnemünde |

## Mellékvizei
| Jobb oldalról: - Mildenitz - Nebel - Kösterbeck - Carbäk | Bal oldalról: - Göwe - Brüeler Bach - Temse - Beke |

## Képek

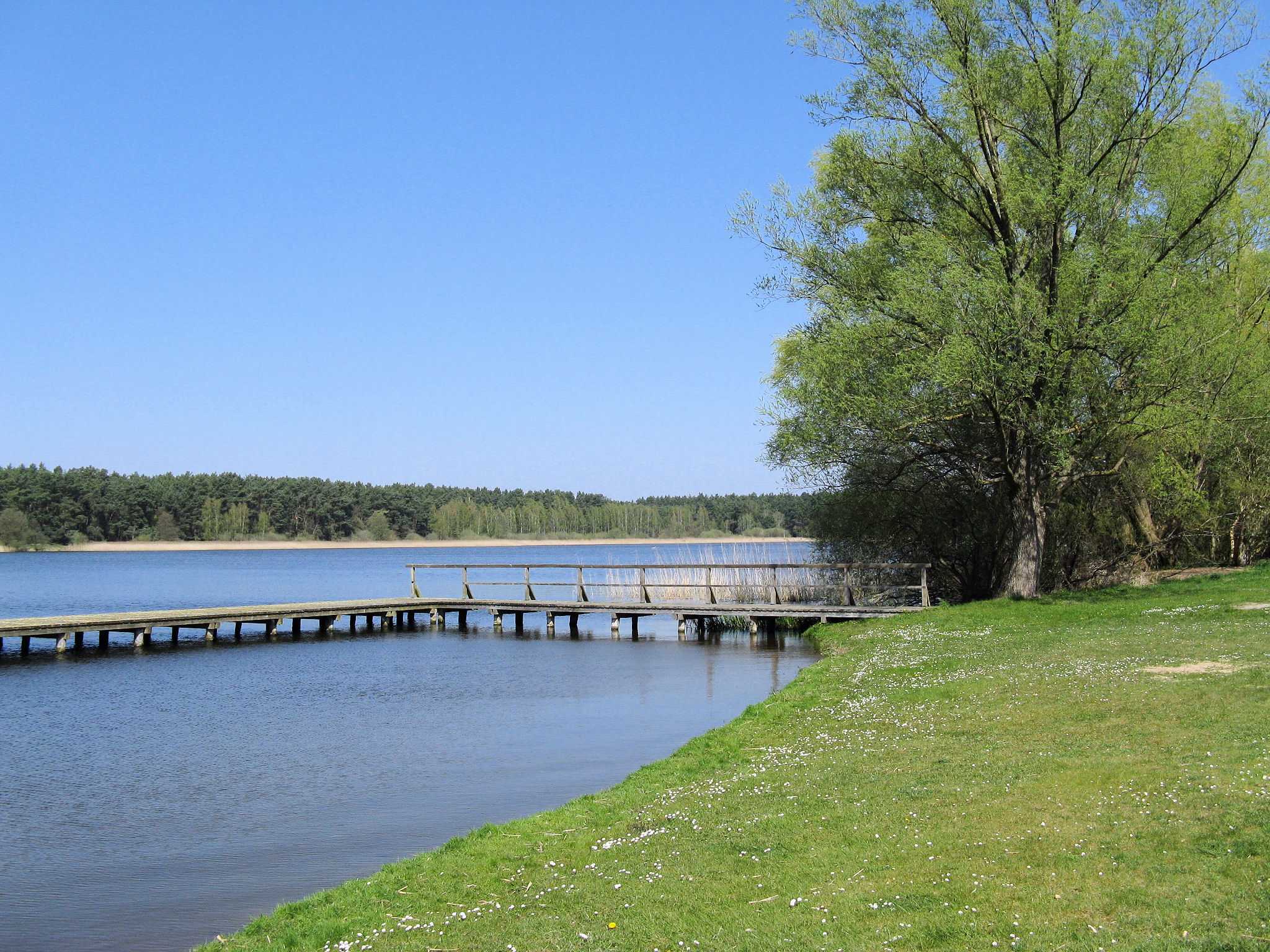
A Barnini-tó
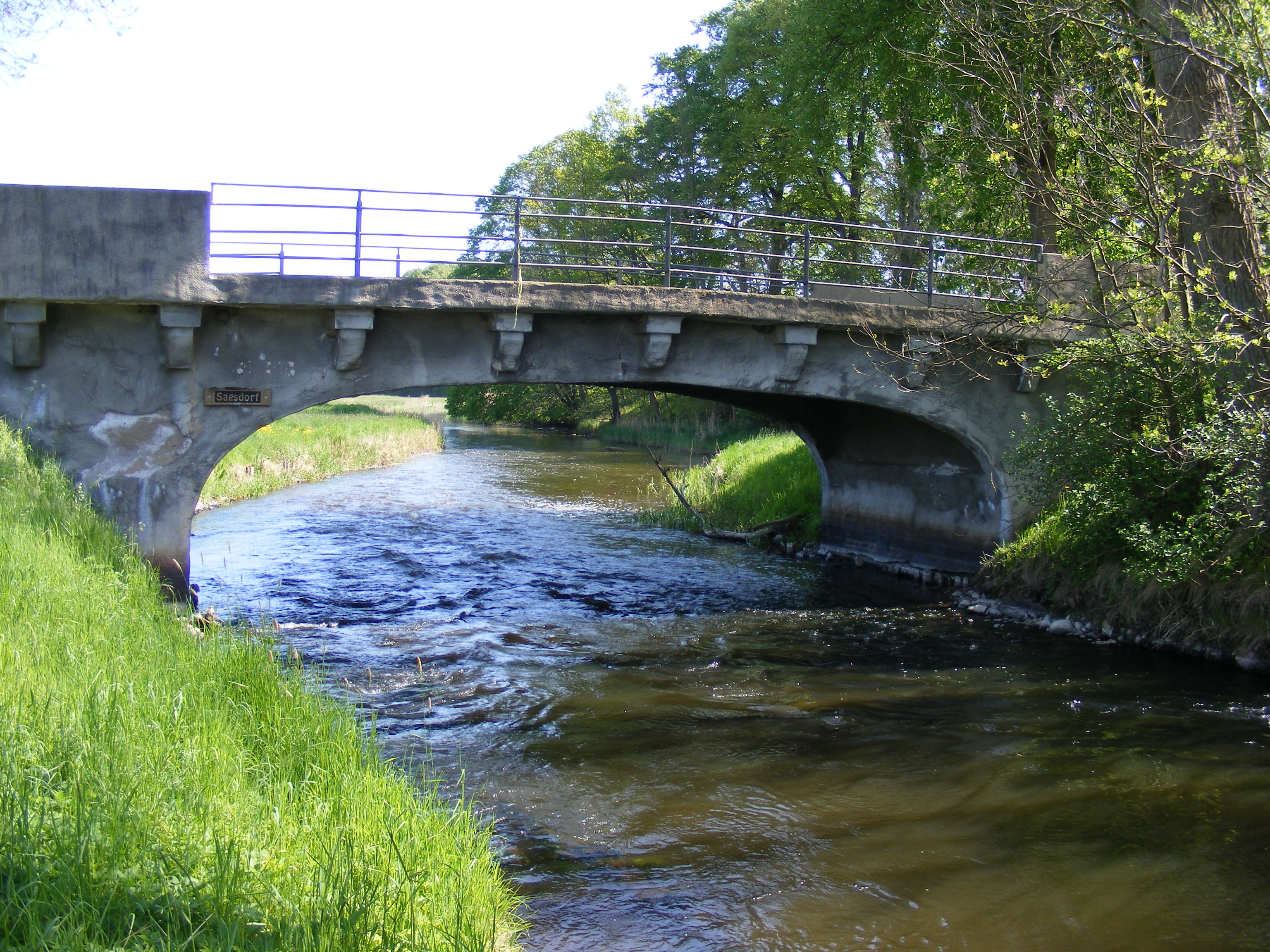
A sagsdorfi Warnow-híd
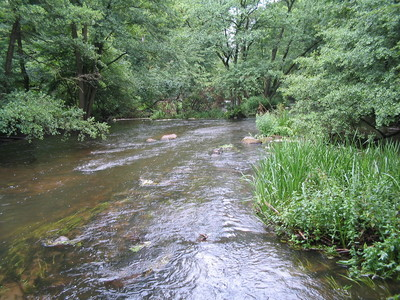
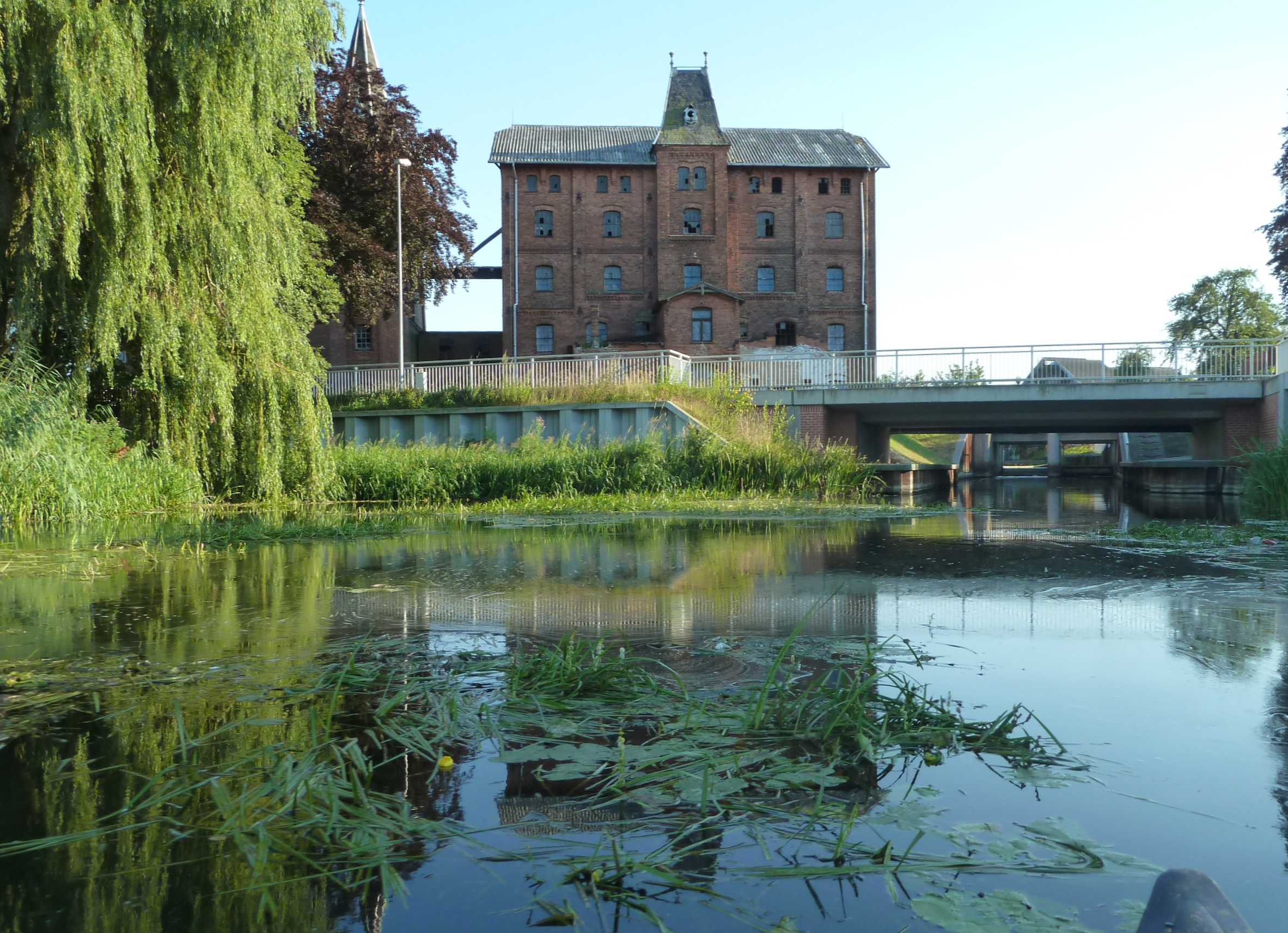
A fojó Bützowban
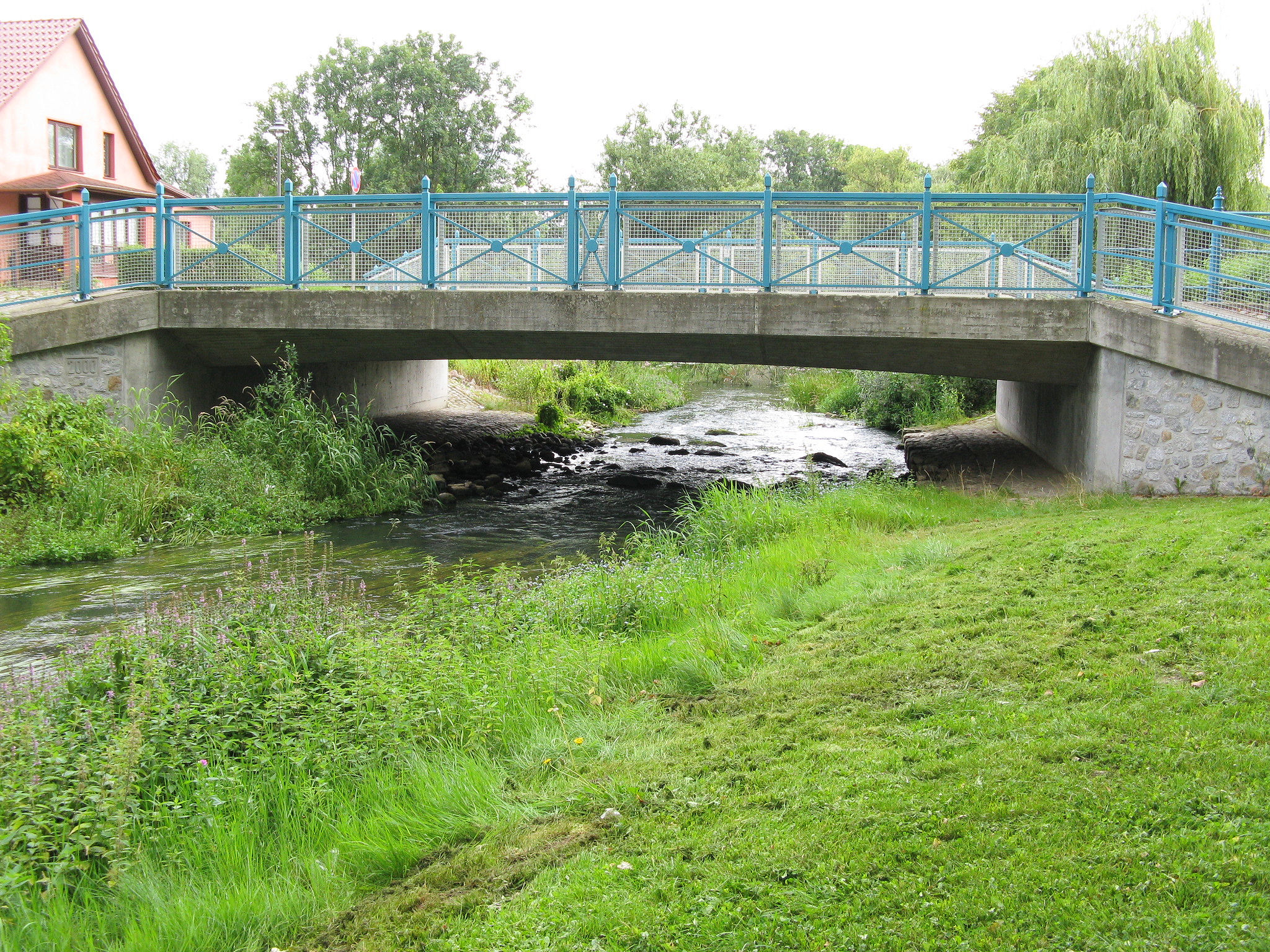
A Beke-híd Schwaanban
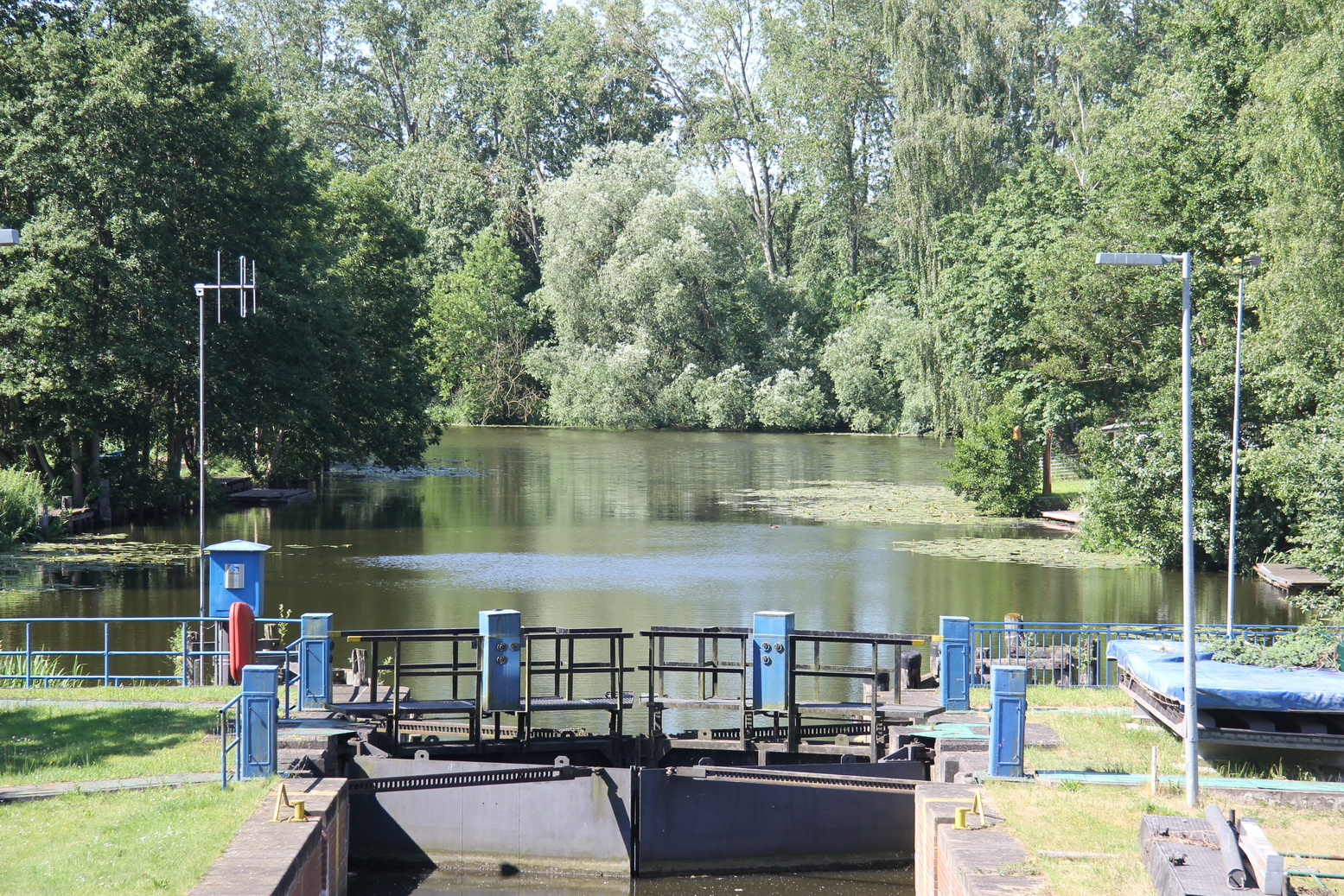
A zsilip az Oberwarnow és az Unterwarnow között
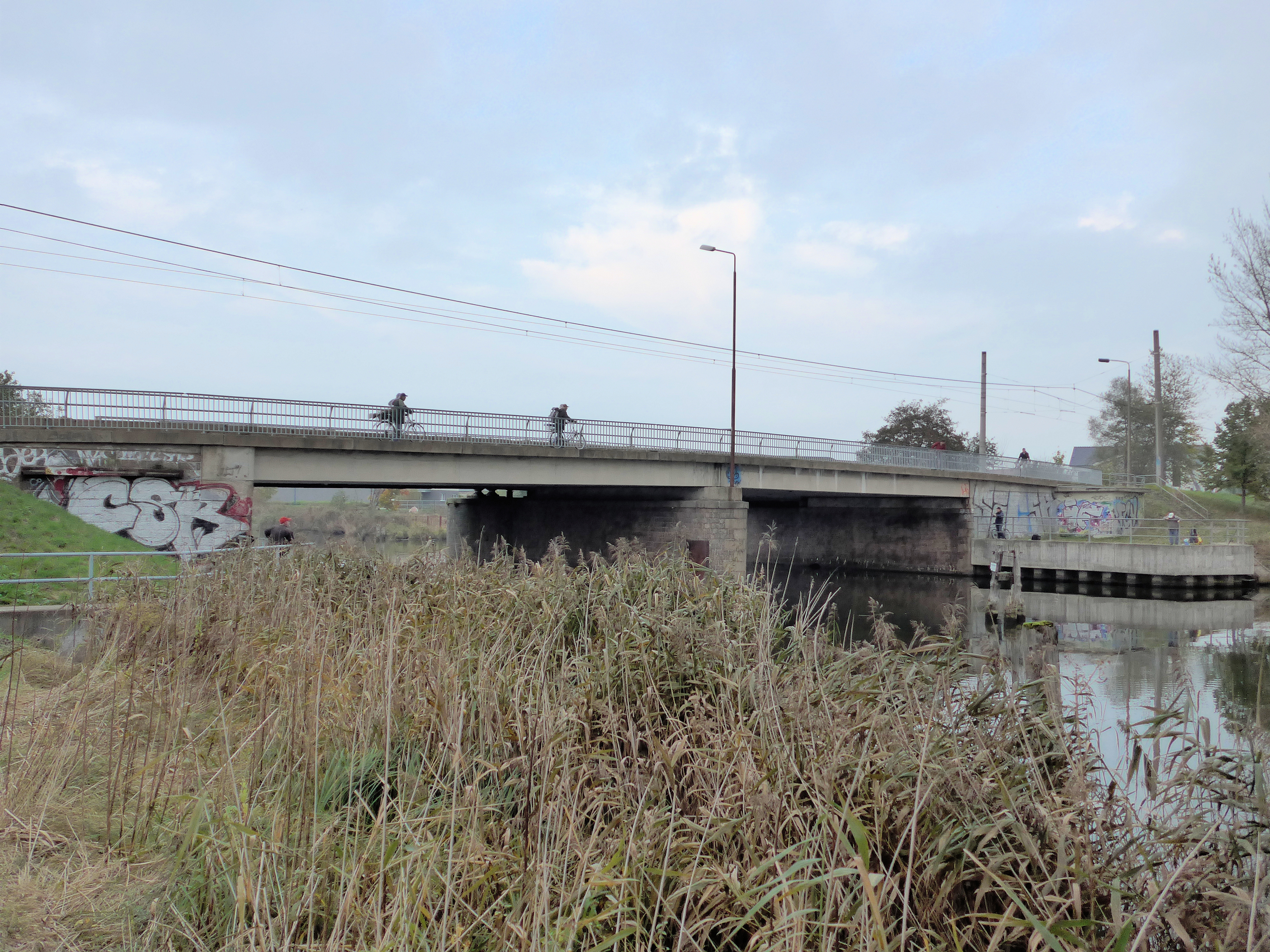
A rostocki Péterhíd (Petribrücke)
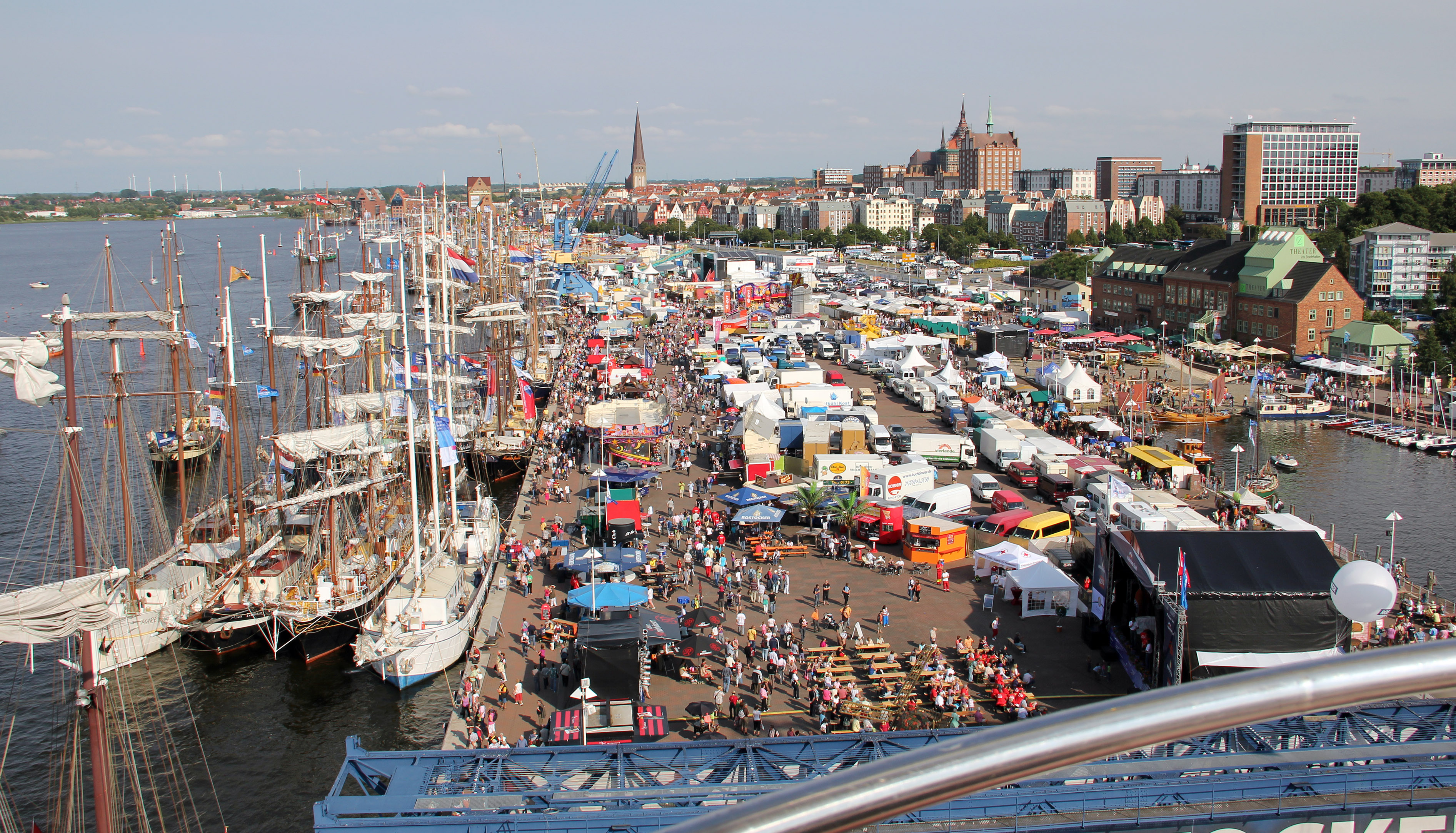
Rostock belvárosi kiköttője
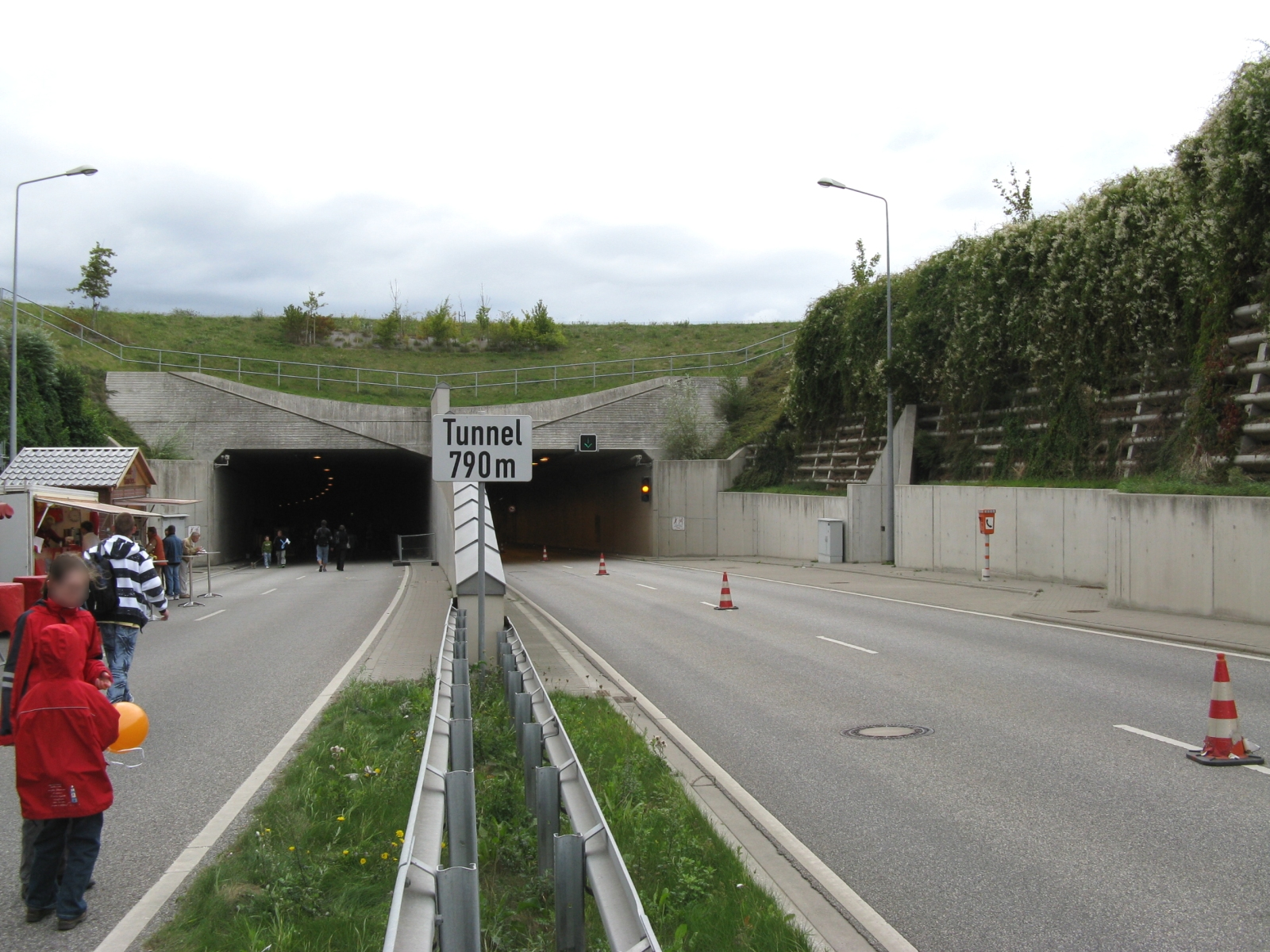
Az alagút Schmarl és Krummendorf között

## Fordítás
- Ez a szócikk részben vagy egészben  a   Warnow (Fluss) című német Wikipédia-szócikk fordításán alapul.  Az eredeti cikk szerkesztőit annak laptörténete sorolja fel. Ez a jelzés csupán a megfogalmazás eredetét és a szerzői jogokat jelzi, nem szolgál a cikkben szereplő információk forrásmegjelöléseként.